# Steve Jansson
Steve Jansson, född Erik Stewe Jansson 30 augusti 1944 i Gävle, är en svensk regiassistent, manusförfattare och skådespelare.

## Filmografi

### Roller
- 1975 – Maria
- 1975 – Stumpen
- 1977 – Uppdraget
- 1990 – Fiendens fiende (TV-serie)
- 1991 – "Harry Lund" lägger näsan i blöt
- 1992 – Kvällspressen (TV-serie)
- 1994 – Illusioner
- 1999 – Turistaffären
- 2008 – Blodigt jävla helvete
- 2009 – Mannen som sökte jobb

### Filmmanus
- 1975 – Sängkamrater
- 1998 – Sista kontraktet